# Shakaar
"Shakaar" és el 24è episodi de la tercera temporada de la sèrie de televisió de ciència-ficció estatunidenca Star Trek: Deep Space Nine, el 70è de tota la sèrie. Originalment es van emetre en redifusió a partir del 22 de maig de 1995. La història va ser escrita per Gordon Dawson, mentre que l'episodi va ser dirigit per Jonathan West i la banda sonora va ser creada per Paul Baillargeon. L'episodi tenia una qualificació Nielsen de 7,1 punts quan es va emetre per primera vegada.
Ambientada al segle XXIV, la sèrie segueix les aventures a Espai Profund 9, una estació espacial situada prop d'un forat de cuc estable entre els Quadrants Alfa i Gamma de la Via Làctia, prop del planeta Bajor, mentre els bajorans es recuperen d'una brutal ocupació de dècades pels imperialistes cardassians. El Quadrant Gamma acull un imperi hostil conegut com el Domini, governat pels Fundadors que canvien de forma. Aquest episodi destaca el desenvolupament polític de Bajor i el desenvolupament del personatge principal bajorà Kira Nerys, que va ser una lluitadora de la resistència durant l'ocupació i ara és la segona al comandament d’Espai Profund 9. L'estrella convidada Duncan Regehr interpreta el granger bajorà convertit en polític Shakaar.

## Argument
Quan el Primer Ministre del Govern Provisional bajorà mor, la líder religiosa intrigant Kai Winn és nomenada per al seu càrrec de manera interina i és probable que sigui elegida formalment per al càrrec. Més tard, Winn s'acosta a la Major Kira amb una petició. Un grup de grangers es nega a retornar alguns recuperadors de sòl que Winn ha promès a la província de Rakantha. El seu líder, Shakaar Edon, també va liderar la cèl·lula de resistència de Kira durant l'Ocupació, per la qual cosa Winn vol que Kira el convenci de retornar l'equipament. Kira és reticent a enfrontar-se al seu amic i mentor, però accepta la tasca.
Shakaar li diu a Kira que a ell i als seus companys agricultors (també antics membres de la seva cèl·lula de resistència) se'ls va prometre l'ús dels reclamadors durant un any, però quan Winn va prendre el control, se'ls va ordenar que els retornessin immediatament. Com que el projecte Rakantha està orientat a productes agrícoles per a l'exportació, mentre que els agricultors de Shakaar intenten alimentar la seva gent, ell veu el seu projecte com a molt més important. Kira l'anima a reunir-se amb Winn i arribar a un compromís. En lloc d'assistir a la reunió, Winn envia agents de seguretat a arrestar Shakaar. Kira i Shakaar sotmeten els oficials i escapen.
Ara fugitius, Shakaar, Kira i els seus camarades s'amaguen a les muntanyes on abans van eludir els cardassians. Es produeixen mostres de desobediència civil en suport de Shakaar a tot Bajor; Winn sol·licita a la Flota Estel·lar que ajudi a detenir Shakaar, però el comandant Sisko s'hi nega, al·legant la Primera Directiva. Setmanes més tard, quan la milícia s'acosta, el grup esgotat de Shakaar s'adona que no hi ha més remei que deixar de córrer i lluitar. Condueixen els seus perseguidors a un canyó per preparar una emboscada.
Amagats al canyó, Shakaar i Kira observen com les tropes bajoranes entren a la seva trampa. Però quan veuen les cares dels seus "enemics", s'adonen que dispararan a antics camarades. Sense voler fer-ho, Kira i Shakaar deixen caure les armes i, després d'una breu conversa amb el comandant de la milícia, el coronel Lenaris, es declara un alto el foc. Lenaris escorta Shakaar i Kira al despatx de Winn, on Shakaar informa a Winn que ha decidit presentar-se a les eleccions per a Primer Ministre. En adonar-se que una elecció competitiva contra el popular Shakaar exposarà com les seves accions van portar Bajor a la vora d'una guerra civil, Winn es retira de la cursa, deixant Shakaar segur de la victòria.
En una trama secundària a Deep Space Nine, el cap O'Brien registra una increïble ratxa guanyadora als dards; la seva ratxa acaba quan s'inclina cap enrere per prendre una copa i es lesiona greument l'espatlla durant una partida.

## Actors convidats
- Louise Fletcher - Kai Winn
- Duncan Regehr - Shakaar
- Diane Salinger - Lupaza
- William Lucking - Furel
- Sherman Howard - Syvar
- John Doman - Lenaris

## Recepció
Zack Handlen de The A.V. Club es va alegrar de veure un bon episodi de Kira, el veu com un retorn benvingut a temporades anteriors i continua fascinat per la política bajorana posterior a l'ocupació. La seva única crítica va ser el ritme i que el conflicte es va resoldre massa fàcilment. Keith DeCandido a tor.com li va atorgar 7 punts sobre 10.
El 2018, SyFy va recomanar aquest episodi per la seva guia de marató de sèries centrada en Kira.

## Llançaments
Aquest episodi es va publicar en cinta de vídeo VHS juntament amb "Family Business" de Paramount Home Video.
Aquest episodi es va estrenar el 2 d'octubre de 1998 al Japó com a part del conjunt de mitja temporada LaserDisc 3a temporada vol.2. El format incloïa pistes d'àudio en anglès i japonès, així com subtítols en japonès.
L'episodi es va estrenar el 3 juny de 2003 a Amèrica del Nord com a part del conjunt de la temporada 3 DVD.